# Vesna Rijavec
Vesna Rijavec, slovenska pravnica, dekanja Pravne fakultete Univerze v Mariboru, * 25. marec 1958.

## Življenjepis
Diplomirala je leta 1980 na Pravni fakulteti Univerze v Ljubljani, kjer je leta 1991 magistrirala in leta 1997 pridobila doktorat znanosti. 
V letih 1980 – 1984 je bila strokovna sodelavka na Višjem sodišču v Mariboru. Med letoma 1984 in 1992 se je bila sodnica na oddelku za civilno pravo Sodišča v Mariboru. Od leta 1992 je predavateljica na Pravni fakulteti Univerze v Mariboru, kjer je od leta 2007 redna profesorica. Sodeluje pri predmetih Družinsko in dedno pravo, Civilno procesno pravo, Civilno procesno pravo: izbrane teme, Civilno izvršilno pravo in nepravdni postopki. Od leta 2015 je dekanja Pravne fakultete Univerze v Mariboru.